# Siogo
Albums de Blackfoot
Highway Song Live
(1982) Vertical Smiles
(1984)
Singles
1. Send me an Angel
Sortie : 1983
2. Teenage Idol
Sortie : 1983

Siogo est le sixième album studio de groupe de rock sudiste américain Blackfoot. Il est sorti en mai 1983 sur le abel Atco Records et a été produit par Al Nalli.

## Historique
Après la trilogie animalière Strikes (1979), Tomcattin' (1980) et Marauder (1981) ainsi qu'un album enregistré en public Highway Song Live (1982), le label du groupe Atco Records souhaite qu'il fasse un effort et rejoigne le style "pop metal" qui est alors en plein essor. Ken Hensley, qui avait écrit ou co-écrit les principaux succès d' Uriah Heep rejoignit le groupe à ce moment-là.
L'album fut enregistré principalement au Subterranean Studios d'Ann Arbor dans le Michigan où le groupe a ses habitudes avec le producteur Al Nalli depuis 1979. Des enregistrements additionnels seront effectués aux Solid Sound Studios d'Ann Arbor et aux The Recording Connection Mobile studios de Cleveland dans l'Ohio.
Dès le début de l'album qui s'ouvre avec une composition de Ken Hensley et Jack Williams (le duo avait déjà composé plusieurs chansons pur Uriah Heep), le ton est donné. Le rock sudiste s'efface pour un rock plus mélodique, la chanson sera d'ailleurs le premier single tiré de l'album. Seuls les titres We're Goin' Down, White Man's Land et Drivin' Fool renoueront avec l'esprit des albums précédents . Le reste des titres se tourne vers un hard rock FM, avec des refrains accrocheurs (Teenage Idol, Run for Cover). Blackfoot reprendra sur cet album une chanson de Nazareth, parue sur l'album Malice In Wonderland (1980), Heart's Grown Cold.
Le groupe choisit le nom de Siogo pour l'album et informa sa maison de disques que siogo était le mot indien pour « unité ». En vérité, il fallait lire S.I.O.G.O. pour « Suck It Or Get Out » (suce le ou dégage), une plaisanterie que le groupe avait affiché sur son bus de tournée à l'attention des groupies.
Cet album se classa à la 82e place du Billboard 200 aux États-Unis et à la 28e place des charts britanniques. Le single Send Me an Angel se classa à la 66e place des UK Singles Chart.
Il sera le dernier album du groupe avec le guitariste Charlie Hargrett, ce-dernier quittera le groupe en 1984 lors de l'enregistrement de l'album suivant.

## Liste des titres
Face 1
| No | Titre                                    | Auteur                                                        | Durée |
| -- | ---------------------------------------- | ------------------------------------------------------------- | ----- |
| 1. | Send Me an Angel                         | Ken Hensley, Jack Williams                                    | 4:36  |
| 2. | Crossfire                                | Rickey Medlocke, Jakson Spires, Charlie Hargrett, Bobby Barth | 4:06  |
| 3. | Heart's Grown Cold (reprise de Nazareth) | Zal Cleminson                                                 | 3:32  |
| 4. | We're Goin' Down                         | Medlocke, Spires                                              | 4:12  |
| 5. | Teenage Idol                             | Medlocke, Spires                                              | 4:48  |

Face 2
| No  | Titre            | Auteur                              | Durée |
| --- | ---------------- | ----------------------------------- | ----- |
| 6.  | Goin' In Circles | Medlocke, Spires                    | 3:06  |
| 7.  | Run for Cover    | Medlocke, Spires, Hargrett, Hensley | 4:21  |
| 8.  | White Man's Land | Medlocke, Spires                    | 2:55  |
| 9.  | Sailaway         | Medlocke, Spires                    | 4:30  |
| 10. | Drivin' Fool     | Medlocke, Spires                    | 4:45  |

## Musiciens
Blackfoot
- Rickey Medlocke: chant, guitare solo, rythmique et acoustique
- Jakson Spires: batterie, percussions, chœurs
- Charlie Hargrett: guitare solo, rythmique et acoustique
- Greg T. Walker: basse, chœurs
- Ken Hensley: claviers, guitare slide sur Drivin' Fool, chœurs

Musiciens additionnels
- Michael Osborne & LALA: chœurs

## Charts
Charts album
| Pays        | Durée du classement | Meilleur classement |
| ----------- | ------------------- | ------------------- |
| États-Unis  | 16 semaines         | 82e                 |
| Royaume-Uni | 3 semaines          | 28e                 |
| Suède       | 1 semaine           | 36e                 |

Charts singles
| Date       | Single           | Chart            | Position |
| ---------- | ---------------- | ---------------- | -------- |
| 11/06/1983 | Send Me an Angel | UK Singles Chart | 66e      |